# SymPy
SymPy је пајтонова библиотека за симболичко израчунавање. Она омогућава компјутерско израчунавање било као самостална апликација, као библиотека у другим апликацијама, или директном применом на веб страницама као што су SymPy Live или SymPy Gamma. SymPy је једноставан за инсталирање и преглед садржаја јер је у потпуности написан у Пајтону и зато што не зависи од других додатних библиотека. Оваква једноставност приступа у комбинацији са једноставном и проширивом кодном базом на добро познатом језику чини SymPy рачунарско алгебарским системом са ниском почетном баријером.
SymPy укључује својства у опсегу од основних симболичко аритметичких израчунавања, до математичке анализе, алгебре, дискретне математике и квантне физике. Такође пружа могућност претварања резултата израчунавања у LaTeX код.
SymPy је слободни софтвер и лиценциран од стране BSD лиценце. Главни програмери који су заслужни за развијање овог софтвера су Ondřej Čertík и Aaron Meurer.

## Карактеристике
SymPy библиотека је подељена на језгра са великим бројем опционалних модула.
Тренутно, језгро SymPy има око 260,000 линија кода (укључујићи обиман сет  кодова за само тестирање: преко 100,000 линија у 350 fајлова  верзије 0.7.5).
) и њене могућности обухватају:

### Основне могућности
- Основне аритметичке операције: *, /, +, -, **
- Поједностављење
- Проширење
- Функције: тригонометријске, хиперболичке, експоненцијалне, кореновање, логаритмовање, апсолутне вердности, сферни хармоници, факторијел и гама функције, зета функције, полиноми, хипергеометрија, специјалне функције, ...
- Измене
- Приближна прецизност целих, рационалних и децималних бројева
- Некомутативни симболи
- Упаривање образаца

### Полиноми
- Основне аритметичке операције: дељење полинома, нзд...
- Факторизација
- Square-free факторизација
- Грубнерове основе
- Парцијална фрактална декомпозиција
- Резултанте

### Рачун
- Гранична вредност
- Извод
- Интеграл: Имплементирана Risch-Norman хеуристика
- Тејлоров полином

### Решавање једначина
- Полиноми
- Систем једначина
- Алгебарске једначине
- Диференцијалне једначине
- Диференцне једначине

### Дискретна математика
- Биномни коефицијент
- Суме
- Производи
- Теорија бројева: одређивање простих бројева, тест простости, растављање на факторе, ...
- Логички изрази

### Матрице
- Основне аритметичке операције
- Својствена вреднсот / својствени вектор
- Детерминанта
- Инверзија
- Решавање матрица

### Геометрија
- Тачке, праве, равни, сегменти, елипсе, кругови, полигони, ...
- Пресеци
- Додирне тачке
- Сличност

### Цртање
Напомена, цртање захтева екстерни Pyglet  модул.
- Координате модела
- Цртање геометријских тела
- 2Д и 3Д
- Интерактивни приступ
- Боје

### Физика
- Јединице
- Механика
- Квантна физика
- Гаусова оптика
- Паулијева алгебра

### Статистика
- Нормална расподела
- Уједначена расподела
- Вероватноћа

### Штампање
- Pretty printing (стилско форматирање конвенционалних текстуалних фајлова): ASCII/Unicode pretty printing, LaTeX
- Програмски кодови:Ц, Фортран, Пајтон

## Повезани пројекти
- Sage:алтернатива отвореног кода за Mathematica, Maple, MATLAB, и Magma (SymPy је укључен у Sage)
- SymEngine: преведена библиотека SymPy језгра у C++, како би се побољшао његов рад. Третнутно се ради на томе да SymEngine постане основа и за Sage .
- mpmath: Пајтонова библиотека за аритметику приближне прецизности покретног зареза (постоји у оквиру SymPy)
- sympycore: још један Пајтонов систем за компјутерско израчунавање
- SfePy: Софтвер за решавање система већег броја диференцијалних једначина (PDEs) помоћу методе коначних елемената  у 1Д, 2Д и 3Д.

## Опцоналне зависности
SymPy за своје покретање, не захтева  ништа осим Пајтона, али постоји пар опција које могу да побољшају њене могућности:
- gmpy: Ако је gmpy иснталиран, SymPy-јев модул за полиноме ће аутоматски да га користи за брже основне типове. Ово омогућава значајно побољшање рада одређених операција.

## Примери коришћења

### Pretty Printing - Стилско форматирање конвенционалних текстуалних фајлова
Омогућава да излазне информације буду преведене у знатно уређенији формат преко функције pprint. Такође, init_printing() метод ће омогућити pretty printing, тако да pprint не мора да буде позван. Pretty printing ће користити unicode симболе који су доступни у датој околини, у супротном ће користити ASCII карактере .
```
>>>
 
from
 
sympy
 
import
 
pprint
,
 
init_printing
,
 
Symbol
,
 
sin
,
 
cos
,
 
exp
,
 
sqrt
,
 
series
,
 
Integral
,
 
Function

>>>

>>>
 
x
 
=
 
Symbol
(
"x"
)

>>>
 
y
 
=
 
Symbol
(
"y"
)

>>>
 
f
 
=
 
Function
(
'f'
)

>>>
 
# pprint ће поставити unicode као подразумеван, ако је доступан

>>>
 
pprint
(
 
x
**
exp
(
x
)
 
)

 
⎛
 
x
⎞

 
⎝
ℯ
 
⎠

x
 

>>>
 
# Излазна информација без unicode-a

>>>
 
pprint
(
Integral
(
f
(
x
),
 
x
),
 
use_unicode
=
False
)

  
/
       
 
|
        
 
|
 
f
(
x
)
 
dx

 
|
        

/
 

>>>
 
# Поређење истих израза али је овога пута unicode омогућен

>>>
 
pprint
(
Integral
(
f
(
x
),
 
x
),
 
use_unicode
=
True
)

⌠
 

⎮
 
f
(
x
)
 
dx

⌡
 

>>>
 
# Алтернативно, можете позвати init_printing() једном и pretty print без функције pprint.

>>>
 
init_printing


>>>
 
sqrt
(
sqrt
(
exp
(
x
)))

   
____

4
 
╱
 
x
 

╲╱
 
ℯ
 

>>>
 
(
1
/
cos
(
x
))
.
series
(
x
,
 
0
,
 
10
)

     
2
      
4
       
6
        
8
         
    
x
    
5
⋅
x
    
61
⋅
x
    
277
⋅
x
     
⎛
 
10
⎞

1
 
+
 
──
 
+
 
────
 
+
 
─────
 
+
 
──────
 
+
 
O
⎝
x
 
⎠

    
2
     
24
     
720
     
8064

```

### Проширење
```
>>>
 
from
 
sympy
 
import
 
init_printing
,
 
Symbol
,
 
expand

>>>
 
init_printing


>>>

>>>
 
a
 
=
 
Symbol
(
'a'
)

>>>
 
b
 
=
 
Symbol
(
'b'
)

>>>
 
e
 
=
 
(
a
 
+
 
b
)
**
5

>>>
 
e

       
5

(
a
 
+
 
b
)
 

>>>
 
e
.
expand


 
5
      
4
         
3
  
2
       
2
  
3
        
4
    
5

a
 
+
 
5
⋅
a
 
⋅
b
 
+
 
10
⋅
a
 
⋅
b
 
+
 
10
⋅
a
 
⋅
b
 
+
 
5
⋅
a
⋅
b
 
+
 
b

```

### Пример арбитрарне прецизности
```
>>>
 
from
 
sympy
 
import
 
Rational
,
 
pprint

>>>

>>>
 
e
 
=
 
Rational
(
2
)
**
50
 
/
 
Rational
(
10
)
**
50

>>>
 
pprint
(
e
)

1
/
88817841970012523233890533447265625

```

### Извод
```
>>>
 
from
 
sympy
 
import
 
init_printing
,
 
symbols
,
 
ln
,
 
diff

>>>
 
init_printing


>>>
 
x
,
y
 
=
 
symbols
(
'x y'
)

>>>
 
f
 
=
 
x
**
2
 
/
 
y
 
+
 
2
 
*
 
x
 
-
 
ln
(
y
)

>>>
 
diff
(
f
,
x
)

 
2
⋅
x
    
 
───
 
+
 
2

  
y
 

>>>
 
diff
(
f
,
y
)

    
2
    
   
x
    
1

 
-
 
──
 
-
 
─

    
2
   
y

   
y

>>>
 
diff
(
diff
(
f
,
x
),
y
)

 
-
2
⋅
x

 
────

   
2
 
  
y

```

### Плотовање - Цртање
```
>>>
 
from
 
sympy
 
import
 
symbols
,
 
plot3d
,
 
cos

>>>
 
from
 
sympy.plotting
 
import
 
plot3d

>>>
 
x
,
y
 
=
 
symbols
(
'x y'
)

>>>
 
plot3d
(
cos
(
x
*
3
)
*
cos
(
y
*
5
)
-
y
,
 
(
x
,
 
-
1
,
 
1
),
 
(
y
,
 
-
1
,
 
1
))

<
sympy
.
plotting
.
plot
.
Plot
 
object
 
at
 
0x3b6d0d0
>

```

### Граничне вредности
```
>>>
 
from
 
sympy
 
import
 
init_printing
,
 
Symbol
,
 
limit
,
 
sqrt
,
 
oo

>>>
 
init_printing


>>>
 

>>>
 
x
 
=
 
Symbol
(
'x'
)

>>>
 
limit
(
sqrt
(
x
**
2
 
-
 
5
*
x
 
+
 
6
)
 
-
 
x
,
 
x
,
 
oo
)

-
5
/
2

>>>
 
limit
(
x
*
(
sqrt
(
x
**
2
 
+
 
1
)
 
-
 
x
),
 
x
,
 
oo
)

1
/
2

>>>
 
limit
(
1
/
x
**
2
,
 
x
,
 
0
)

∞

>>>
 
limit
(((
x
 
-
 
1
)
/
(
x
 
+
 
1
))
**
x
,
 
x
,
 
oo
)

 
-
2

ℯ

```

### Диференцијалне једначине
```
>>>
 
from
 
sympy
 
import
 
init_printing
,
 
Symbol
,
 
Function
,
 
Eq
,
 
dsolve
,
 
sin
,
 
diff

>>>
 
init_printing


>>>

>>>
 
x
 
=
 
Symbol
(
"x"
)

>>>
 
f
 
=
 
Function
(
"f"
)

>>>

>>>
 
eq
 
=
 
Eq
(
f
(
x
)
.
diff
(
x
),
 
f
(
x
))

>>>
 
eq

d
 

──
(
f
(
x
))
 
=
 
f
(
x
)

dx
 

>>>
 

>>>
 
dsolve
(
eq
,
 
f
(
x
))

           
x

f
(
x
)
 
=
 
C
₁⋅
ℯ

>>>

>>>
 
eq
 
=
 
Eq
(
x
**
2
*
f
(
x
)
.
diff
(
x
),
 
-
3
*
x
*
f
(
x
)
 
+
 
sin
(
x
)
/
x
)

>>>
 
eq

 
2
 
d
                      
sin
(
x
)

x
 
⋅──
(
f
(
x
))
 
=
 
-
3
⋅
x
⋅
f
(
x
)
 
+
 
──────

   
dx
                       
x
   

>>>

>>>
 
dsolve
(
eq
,
 
f
(
x
))

       
C
₁
 
-
 
cos
(
x
)

f
(
x
)
 
=
 
───────────

             
3
    
            
x

```

### Интеграли
```
>>>
 
from
 
sympy
 
import
 
init_printing
,
 
integrate
,
 
Symbol
,
 
exp
,
 
cos
,
 
erf

>>>
 
init_printing


>>>
 
x
 
=
 
Symbol
(
'x'
)

>>>
 
# Полиномске функције

>>>
 
f
 
=
 
x
**
2
 
+
 
x
 
+
 
1

>>>
 
f

 
2
        

x
 
+
 
x
 
+
 
1

>>>
 
integrate
(
f
,
x
)

 
3
    
2
    

x
 
x
 

──
 
+
 
──
 
+
 
x

3
 
2
 

>>>
 
# Рационалне функције

>>>
 
f
 
=
 
x
/
(
x
**
2
+
2
*
x
+
1
)

>>>
 
f

     
x
      

────────────

 
2
          

x
 
+
 
2
⋅
x
 
+
 
1

>>>
 
integrate
(
f
,
 
x
)

               
1
  

log
(
x
 
+
 
1
)
 
+
 
─────

             
x
 
+
 
1

>>>
 
# Експоненцијално-полиномске функције

>>>
 
f
 
=
 
x
**
2
 
*
 
exp
(
x
)
 
*
 
cos
(
x
)

>>>
 
f

 
2
  
x
       

x
 
⋅
ℯ
 
⋅
cos
(
x
)

>>>
 
integrate
(
f
,
 
x
)

 
2
  
x
           
2
  
x
                         
x
           
x
       

x
 
⋅
ℯ
 
⋅
sin
(
x
)
 
x
 
⋅
ℯ
 
⋅
cos
(
x
)
 
x
 
ℯ
 
⋅
sin
(
x
)
 
ℯ
 
⋅
cos
(
x
)

────────────
 
+
 
────────────
 
-
 
x
⋅
ℯ
 
⋅
sin
(
x
)
 
+
 
─────────
 
-
 
─────────

     
2
              
2
                           
2
           
2
    

>>>
 
# Сложени интеграл

>>>
 
f
 
=
 
exp
(
-
x
**
2
)
 
*
 
erf
(
x
)

>>>
 
f

   
2
       
 
-
x
        

ℯ
 
⋅
erf
(
x
)

>>>
 
integrate
(
f
,
 
x
)

  
___
    
2
   

╲╱
 
π
 
⋅
erf
 
(
x
)

─────────────

      
4

```

### Серије
```
>>>
 
from
 
sympy
 
import
 
Symbol
,
 
cos
,
 
sin
,
 
pprint

>>>
 
x
 
=
 
Symbol
(
'x'
)

>>>
 
e
 
=
 
1
/
cos
(
x
)

>>>
 
pprint
(
e
)

  
1
   

──────

cos
(
x
)

>>>
 
pprint
(
e
.
series
(
x
,
 
0
,
 
10
))

     
2
      
4
       
6
        
8
         
    
x
    
5
⋅
x
    
61
⋅
x
    
277
⋅
x
     
⎛
 
10
⎞

1
 
+
 
──
 
+
 
────
 
+
 
─────
 
+
 
──────
 
+
 
O
⎝
x
 
⎠

    
2
     
24
     
720
     
8064
          

>>>
 
e
 
=
 
1
/
sin
(
x
)

>>>
 
pprint
(
e
)

  
1
   

──────

sin
(
x
)

>>>
 
pprint
(
e
.
series
(
x
,
 
0
,
 
4
))

           
3
        

1
 
x
 
7
⋅
x
 
⎛
 
4
⎞

─
 
+
 
─
 
+
 
────
 
+
 
O
⎝
x
 
⎠

x
 
6
 
360

```

## Виде још
- Поређење компјутерских система за израчунавање